# 西城交通
西城交通有限会社（さいじょうこうつう）は、広島県庄原市西城町に本社を置くバス事業者である。庄原市西城地区の廃止代替路線を運行している。

## 沿革
- 1995年 - 会社設立。
- 1996年4月 - 路線バス運行開始。[1]
- 2009年12月1日 - 馬酔線を全便予約運行化。その他の路線も土曜日は予約運行化。
- 2010年春 - 油木線、道後山線、馬酔線の車両を新車「ひばごんバス」に置き換え。

## 路線
以下の路線を運行している。 ※2018年1月1日現在、（）内は不経由便あり
なお、予約運行の便の場合原則、始発なら前日の16時頃まで、始発以外は出発の3時間前までに西城交通に予約が必要（他の人が予約した便に予約なしで乗ることは可能）。
小奴可西城線
- 西城駅前 - 西城病院 - 西城中野 - 本郷 - 比婆山駅前 - 別所鳥居前 - 落合橋前 - 落合駅前 - 八鉾診療所 - 須田別 - 日野原回転場 - 小奴可JA支店
  - 月曜 - 金曜のみの運行（祝祭日は運休）。

道後山線
- 西城駅前 - 西城小学校 - 西城病院 - 西城中野 - 本郷 - 比婆山駅前 - 別所鳥居前 - 落合橋前 - 落合駅前 - 八鉾診療所 - 須田別 - 八鉾診療所 - 小鳥原（ - 坂根） - 三坂名越（ - 永金） - 道後山麓
  - 月曜 - 金曜のみの運行（祝祭日は運休）。

大戸・本谷線
- 西城中野 - 西城病院 - 西城小学校 - 中迫（ - 大屋小学校 - 常谷 - 大屋小学校 - 本谷陽 - 大屋小学校） - 塩田 - 岩見神社前
  - 月曜 - 金曜のみの運行（祝祭日は運休）。

上尺田線
- 西城駅前 - 西城小学校 - 西城病院 - 西城中野 - 本郷 - 比婆山駅前 - 別所鳥居前 - イザナミ茶屋／熊野小学校 - 上尺田
  - 月曜 - 金曜のみの運行（祝祭日は運休）。イザナミ茶屋は上尺田行のみ、熊野小学校は上尺田発のみ経由。

油木線
- 西城駅前 - 西城小学校 - 西城病院 - 西城中野 - 本郷 - 比婆山駅前 - 別所鳥居前 - 落合橋前 - 比婆山温泉（ - 中組） - 油木駅前 - 上組
  - 月曜 - 金曜のみの運行（祝祭日は運休）。

馬酔線
- 西城中野 - 西城病院 - 西城小学校 - 中迫 - 三田（ - 天神橋 - 二本栃 - 黒谷） - 馬酔
  - 全便予約運行のみで、月曜 - 金曜のみの運行（祝祭日は運休）。天神橋 - 黒谷間は馬酔行のみ経由。

## 車両
- 路線バスはいすゞ・ジャーニーなどの車両を使用してきたが、2010年春にヒバゴンのイラストの入った新車を「ひばごんバス」の愛称で2台導入した。油木線、道後山線、馬酔線で使用されている（油木線・道後山線用は日野・リエッセ、馬酔線用はトヨタ・ハイエース）。

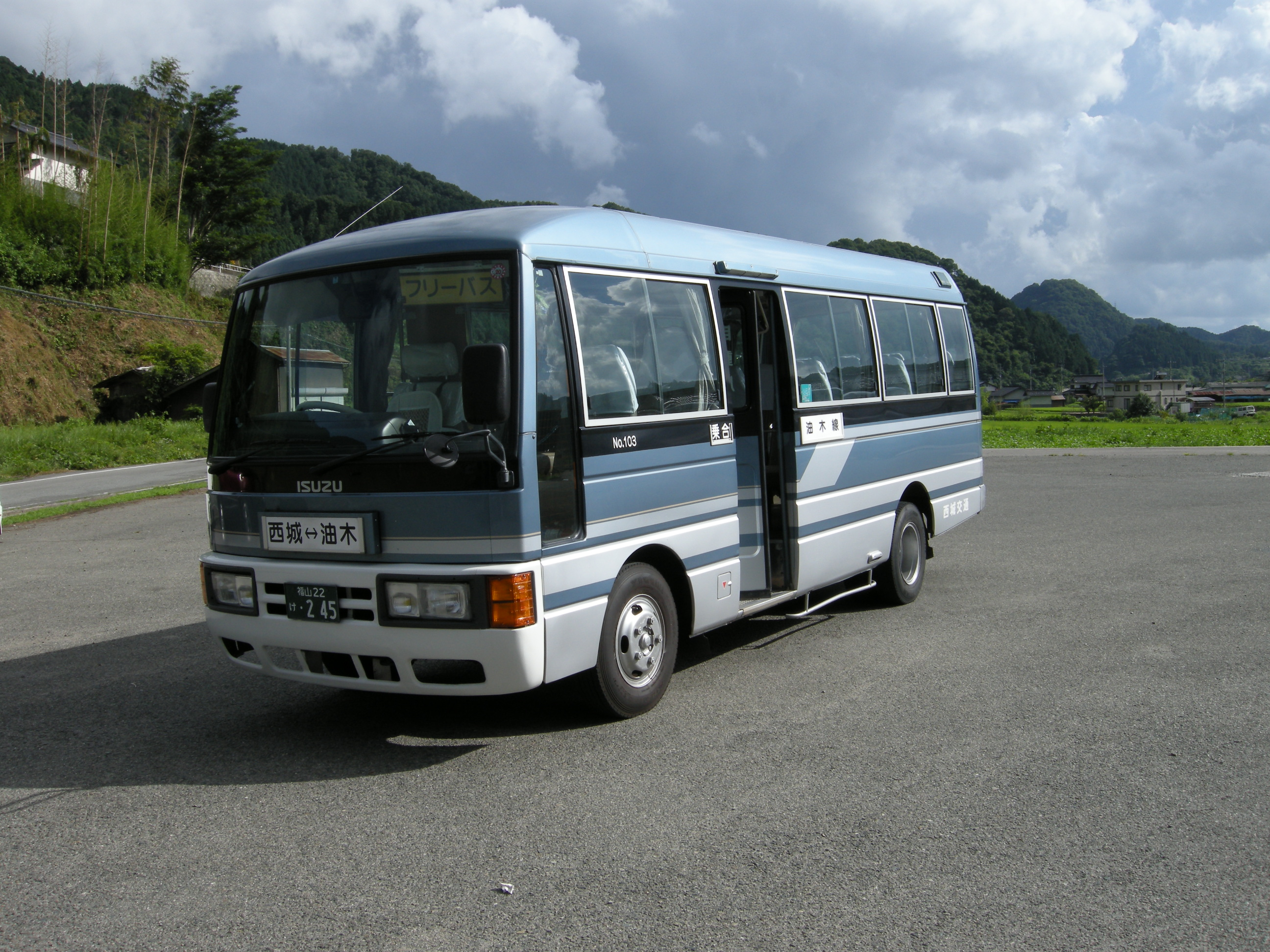
いすゞ・ジャーニー（2008年）
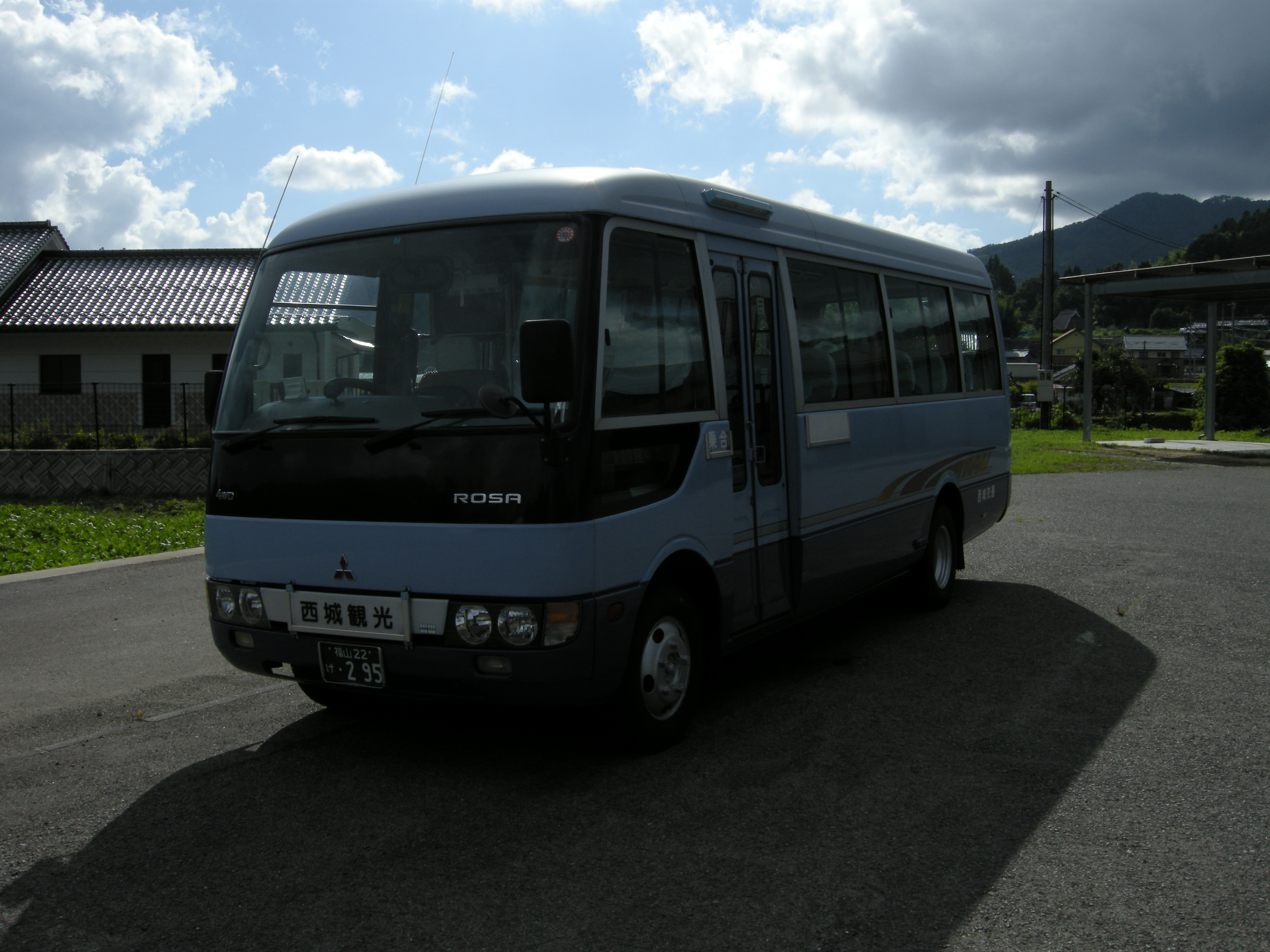
三菱ふそう・ローザ（2008年）